# ريتشي باركر (لاعب كرة قدم)
ريتشي باركر (بالإنجليزية: Richie Barker)‏ (30 مايو 1975 بشفيلد في المملكة المتحدة - ) هو مدرب كرة قدم ولاعب كرة قدم بريطاني في مركز الهجوم. لعب مع أردز وبرايتون أند هوف ألبيون وشيفيلد وينزداي وماكليسفيلد تاون ونادي دونكاستر روفرز ونادي روذرهام يونايتد ونادي لينفيلد ونادي هارتلبول يونايتد ونادي مانسفيلد تاون.

## وصلات خارجية
- ريتشي باركر على موقع قاعدة بيانات كرة القدم.إي يو (الإنجليزية)
- ريتشي باركر على موقع Soccerbase.com (لاعب) (الإنجليزية)